# Signes identitaires de la Nouvelle-Calédonie
Les signes identitaires de la Nouvelle-Calédonie sont un ensemble de symboles représentant cette collectivité locale française au statut spécifique. Ils sont prévus par l'accord de Nouméa signé entre l'État, les anti-indépendantistes du Rassemblement pour la Calédonie dans la République (RPCR) et les indépendantistes du Front de libération nationale kanak et socialiste (FLNKS) le 5 mai 1998. Ils comprennent : le nom du pays (qui reste à déterminer, celui-ci restant en attendant par défaut « Nouvelle-Calédonie »), son drapeau (dont le choix reste également à finaliser), sa devise, son hymne et des propositions de graphisme pour les billets de banque. 
Ils doivent permettre à la Nouvelle-Calédonie de « marquer sa personnalité aux côtés de l'emblème national et des signes de la République ».  
Trois signes ont pour l'instant été officiellement établis : l'hymne « Soyons unis, devenons frères », la devise « Terre de parole, Terre de partage » et la graphie des billets. Le drapeau et le nom sont deux sujets très controversés. 

## Accord de Nouméa et Loi organique
La question des signes identitaires est abordée à l'article 1.5 de l'accord de Nouméa, intitulé « Les Symboles ». L'alinéa déclare notamment : 
« Des signes identitaires du pays, nom, drapeau, hymne, devise, graphismes des billets de banque devront être recherchés en commun pour exprimer l'identité kanak et le futur partagé entre tous. »

Les modalités de leur sélection et de leur rôle sont précisées par la loi organique relative à la Nouvelle-Calédonie du 19 mars 1999. Ainsi les alinéas 1 et 2 de l'article 5 précisent : 
« La Nouvelle-Calédonie détermine librement les signes identitaires permettant de marquer sa personnalité aux côtés de l'emblème national et des signes de la République.
Elle peut décider de modifier son nom. »
Au Titre III, Chapitre 2, l'article 99 de la même loi organique inclut les « signes identitaires et nom mentionnés à l'article 5 » dans les champs devant être définis par le Congrès de la Nouvelle-Calédonie par le biais d'une « loi de pays », à la majorité qualifiée des 3/5 des membres de cette assemblée (alinéa 3 de l'article 5). Tout projet de loi de pays est soumis à l'avis du Conseil d'État avant d'être adopté par le gouvernement de la Nouvelle-Calédonie et finalement déposé sur le bureau du Congrès (article 100), de même pour une proposition de loi avant sa première lecture par l'assemblée locale. Et tout texte est, avant son vote, confié au Sénat coutumier. Celui-ci « délibère sur ce projet ou cette proposition de loi du pays dans les deux mois de sa saisine. S'il ne s'est pas prononcé dans ce délai, il est réputé avoir adopté le texte. Le texte adopté par le sénat coutumier est ensuite soumis à la délibération du congrès. » (Article 142).

## Comité de pilotage
Le 11 avril 2007 est mis en place par le gouvernement local de Marie-Noëlle Thémereau un Comité de pilotage sur les signes identitaires du pays (CPSIP). Son rôle consiste à définir les modalités et de servir de jury des concours lancés auprès des artistes locaux pour trois des cinq signes identitaires (l'hymne, la devise et le graphisme des billets de banque) et de débattre sur les deux autres signes (drapeau et nom du territoire), plus sensibles à établir.
Il est dirigé par Déwé Gorodey, écrivaine kanak et vice-présidente indépendantiste (FLNKS-UNI-Palika) du gouvernement chargée de la Culture, de la Condition féminine et de la Citoyenneté. Outre cette dernière, il comprend 28 membres représentant les différentes tendances politiques ou religieuses, les syndicats, la société civile et le monde associatif et répartis en cinq collèges. 

### Collège politique
Il réunit quatre représentants à raison d'un pour chaque groupe politique du Congrès :
- Avenir ensemble (parti anti-indépendantiste formé par des dissidents de plus ou moins longues dates du RPCR ou des opposants de longue date à ce dernier, au pouvoir depuis 2004) : 
  - D'abord Alain Song, ancien syndicaliste, alors membre du gouvernement chargé de la Formation professionnelle, de l'Emploi et de la Fonction publique, et ce jusqu'en juillet 2007.
  - Puis, après juillet 2007, Isabelle Ohlen, vice-présidente du Congrès, conseillère municipale de Nouméa et ancienne dirigeante d'une association « accordiste » (défendant l'application à la lettre de l'accord de Nouméa et la définition d'un sentiment d'appartenance pluriethnique à un même pays passant par les signes et symboles), « Tous d'ici ».
- Rassemblement-UMP (nouveau nom depuis 2004 du RPCR, anti-indépendantiste) : Maurice Ponga, alors membre du gouvernement chargé de la Jeunesse et des Sports jusqu'en 2009, par la suite député européen.
- UNI-FLNKS (indépendantiste) : Jean-Pierre Djaïwé, vice-président de l'Assemblée de la Province Nord et chef de ce groupe au Congrès.
- UC (indépendantiste, autre composante principale du FLNKS) : Pascal Naouna, président de ce parti jusqu'en novembre 2007.

### Collège coutumier
Deux membres sont désignés en son sein par le Sénat coutumier : 
- Jean-Guy M'Boueri : sénateur pour l'aire coutumière Xaracuu (pour le mandat 2005-2010) et à l'époque chargé de la présidence tournante du Sénat coutumier (jusqu'en août 2007).
- Julien Boanemoin : sénateur pour l'aire coutumière Ajië-Aro (pour le mandat 2005-2010) et futur président du Sénat coutumier (de 2009 à 2010).

### Collège des communautés
Il comprend dix représentants d'associations ou amicales culturelles des huit communautés non mélanésiennes du Territoire :
- communauté caldoche : Jean-Louis Veyret, président de la Fondation des Pionniers qui est la principale association voulant rapprocher les « vieilles familles calédoniennes » descendant des « pionniers », donc les Caldoches, et défendre leurs intérêts.
- communauté wallisienne et futunienne : 
  - Aukusitino « Tino » Manuohalalo : président du petit parti communautaire baptisé « Mouvement des citoyens calédoniens ». Il s'agit d'une ancienne figure du RDO, parti regroupant les Wallisiens et Futuniens de Nouvelle-Calédonie favorables à l'indépendance et composante du FLNKS. Il fut membre du gouvernement de 2001 à 2002 chargé de la protection sociale et de la santé, puis a quitté le RDO et le FLNKS en 2002. Il s'est depuis rapproché des anti-indépendantistes par sa défense de la communauté wallisienne et futunienne du lotissement de l'Ave Maria qui s'est opposée violemment aux Kanaks de la tribu voisine de Saint-Louis entre 2001 et 2004.
  - Katoa Tateo.
  - Mikaële « Michel » Hema : président de l'Union océanienne (UO), mouvement politique historique des Wallisiens et Futuniens. Celui-ci a connu un certain succès électoral à la fin des années 1980 jusqu'à ce que ses éléments indépendantistes le quittent pour créer le RDO. L'UO se refuse à prendre parti sur la question de l'indépendance et veut faire le lien entre la communauté wallisienne et futunienne d'une part et les Kanaks d'autre part.
- communauté polynésienne : Christian Bougues, responsable du Comité provincial sud de pétanque et jeu provençal et président du club Tuhaapae, proche du RPCR puis Rassemblement-UMP[4].
- communauté vietnamienne : Jean-Martial Khac, président de l'« Ái Hữi Việt Nam », ou Amicale vietnamienne de Nouvelle-Calédonie[5].
- communauté indonésienne : Thierry Timan, trésorier de l'Association indonésienne de Nouvelle-Calédonie et responsable du service financier de l'ADCK[6].
- communauté afro-antillaise : Aristide Gueppoid, Guadeloupéen d'origine et président du Comité afro-créoles[7]. Il est proche de l'Avenir ensemble puis de Calédonie ensemble après 2008[8],[9].
- communauté vanuataise : Henri Tokio, président du comité « Raconte-moi Santo » et membre de l'association Sanma, du nom d'une province du Vanuatu, regroupant des personnes originaires des îles d'Espiritu Santo et de Malo[10].
- communauté chinoise : Sandra Lee, présidente de la Communauté chinoise de Nouvelle-Calédonie[11].

### Collège des forces vives
Ce collège est constitué de sept délégués représentant les principales Églises établies en Nouvelle-Calédonie, des associations et des syndicats : 
- Trois représentants religieux : 
  - Église catholique : Père Roch Apikaoua, vicaire général du diocèse et administrateur de la Cathédrale Saint-Joseph de Nouméa[12],[13].
  - Église évangélique en Nouvelle-Calédonie et aux îles Loyauté (protestante calviniste) : Pasteur Éric Kasovimoin, secrétaire général du Conseil exécutif de l'Église.
  - Église évangélique libre : Pasteur Abel Boatate, pasteur de la paroisse de Nouméa.
- Deux représentants associatifs :
  - Comité 150 ans après (association formée en 2003 à l'occasion du 150e anniversaire de la prise de possession de la Nouvelle-Calédonie par la France en 1853, et qui s'est fixé pour but de réfléchir sur la manière de transformer le jour férié annuel du 24 septembre, qui commémore cet événement, d'une fête célébrée essentiellement par les anti-indépendantistes en une célébration plus générale et plus consensuelle) : Adèle Buama, membre de l'association, ancienne conseillère pédagogique et spécialiste de la coutume, du rôle des femmes en son sein et de son adaptation à la modernité[14].
  - Ligue des droits de l'homme de Nouvelle-Calédonie (LDH-NC) : Élie Poigoune, président fondateur de la LDH-NC, enseignant indépendantiste. Il fut le fondateur en 1971 du « Groupe 1878 », l'un des tout premiers mouvements de lutte pour l'indépendance avec les « Foulards rouges » de Nidoïsh Naisseline. Il a par la suite adopté une position nettement plus modérée, et reste membre du FLNKS et de l'UC.
- Deux représentants syndicaux : 
  - USTKE (syndicat clairement indépendantiste) : Alain Boewa, 1er vice-président du syndicat.
  - USOENC (premier syndicat en nombre d'adhérents, moins marqué politiquement que l'USTKE et lié à la CFDT par un contrat de coopération, surtout présent dans le secteur privé et tout particulièrement de la mine) : Didier Guénant-Jeanson, secrétaire général du syndicat.

### Collège des experts
Enfin, le comité comprend cinq chercheurs, artistes ou intellectuels servant de conseillers techniques : 
- deux historiens : 
  - Louis-José Barbançon : spécialiste de l'histoire de la colonisation pénale, ses ouvrages les plus connus sont L'Archipel des forçats: Histoire du bagne de Nouvelle-Calédonie, 1863-1931 et l'essai Le Pays du non-dit: Regards sur la Nouvelle-Calédonie en 1992[15]. Il est engagé en politique en tant qu'« accordiste » aux côtés de Jean-Raymond Postic, tendance minoritaire de la classe politique néo-calédonienne voulant mettre de côté la question du pour ou contre l'indépendance pour se focaliser sur l'application pleine et entière de l'accord de Nouméa[16].
  - Christiane Terrier : spécialiste pour sa part de l'histoire de la colonisation libre, et tout particulièrement de celle organisée par le gouverneur Paul Feillet à la fin du XIXe siècle. Professeur à l'IUFM de Nouméa, elle est l'auteur ainsi que la coordinatrice du manuel d'histoire local du primaire adapté aux spécificités du programme en Nouvelle-Calédonie[17]. Elle est également légèrement engagée en politique dans les rangs anti-indépendantistes et tout particulièrement du Rassemblement-UMP et est ainsi adjointe au maire de Nouméa chargée de la culture, du patrimoine historique et culturel et des archives depuis 2008[18].
- un artiste : René Boutin, artiste plasticien contemporain.
- un musicien : Édouard Wamai, mieux connu sous son nom d'artiste « Édou », chanteur et musicien de kaneka, originaire de Lifou[19].
- un chargé de la communication : Jean-Raymond Postic, homme politique. Il est le principal représentant du mouvement « accordiste » depuis les années 1990. Président de l'association « Génération destin commun » et du mouvement politique Calédonie mon pays, il est conseiller municipal de Nouméa de 1995 à 2008 et plusieurs fois candidats aux élections législatives ou provinciales, sans jamais être élu[20].

## Chronologie de l'adoption des signes identitaires

### Trois premiers signes: Hymne, devise, billets
- 11 avril 2007 : mise en place du Comité de pilotage sur les signes identitaires.
- 30 octobre 2007 : lancement du concours d'artistes pour trois des signes (hymne, devise et graphisme des billets)[21].
- 29 février 2008 : date limite du dépôt des œuvres candidates au concours pour les trois signes.
- 2 et 10 avril 2008 : réunions finales du jury du concours (le Comité de pilotage) des trois signes qui choisit les lauréats : la chorale d'enfants Mélodia pour son hymne « Soyons unis, devenons frères », le géographe culturel Jean-Brice Herrenschmidt pour sa devise « Terre de parole, Terre de partage » et plusieurs concernant la graphie des billets de banque, le choix des billets devant notamment être affiné en fonction de considérations techniques par l'Institut d'émission d'outre-mer. Toutefois, à la demande du Comité de pilotage, l'arrangement initial de la proposition d'hymne, réalisé par le directeur artistique de la chorale Mélodia Philippe Millot, est remanié et une harmonisation est écrite par le chef de chœur (d'origine bulgare) du Conservatoire de musique de Nouvelle-Calédonie, Plamen Tzontchev. Une traduction du refrain en nengone (langue kanak de Maré) est réalisée par Édouard Wamedjo (dit Gulaan), leader, chanteur et guitariste du groupe de Kaneka OK Rios. Deux phrases du deuxième couplet sont retravaillées. Ces modifications sont réalisées avec l'accord des auteurs.
- 26 juin 2008 : le gouvernement de Harold Martin valide par arrêté les lauréats du concours des trois premiers signes choisis par le Comité de pilotage[22]. Le même jour, les propositions de signes sélectionnées sont pour la première fois présentées aux médias[23]. Le projet de loi de pays est rédigé, et le processus de validation institutionnel est lancé.
- 29 août 2008 : les projets d'hymne et de devise sont approuvés par le Conseil économique et social local, mais pas la graphie des billets, changement jugé prématuré et couteux[24],[25].
- 21 octobre 2008 : le projet de loi de pays sur les trois signes reçoit l'agrément du Conseil d'État[26].
- 8 janvier 2009 : mise en place d'« une commission spéciale pour procéder à l'examen du projet de loi du pays relatif à trois signes identitaires » au Congrès. Elle est composée de onze membres représentant les différents groupes de cette assemblée[27].
- 28 juillet 2010 : la partition source définitive (donnant l'air de l'hymne pouvant être joué par les orchestres internationaux dans le monde entier), produite par le Conservatoire militaire de musique qui a apporté certaines retouches techniques à la partition initiale, est à son tour présentée. Elle est jointe en annexe du projet de loi de pays. Le même jour, la Commission spéciale des signes identitaires du Congrès de la Nouvelle-Calédonie adopte à l'unanimité ce dernier, et donc l'hymne, cela même si des réserves sont émises par certains élus quant aux paroles. Le président de la Commission, Jean-Pierre Djaïwé, rappelle à cette occasion que « des modifications pourront dans le temps être effectuées par le gouvernement » à ce sujet[28].
- 18 août 2010 : le projet de loi de pays portant sur les trois premiers signes identitaires (hymne, devise et graphie des billets) est finalement adopté en séance plénière du Congrès, par 49 voix sur 54 tandis que 5 s'abstiennent (les 4 du Parti travailliste et Jean-Luc Régent du Rassemblement pour la Calédonie)[29].

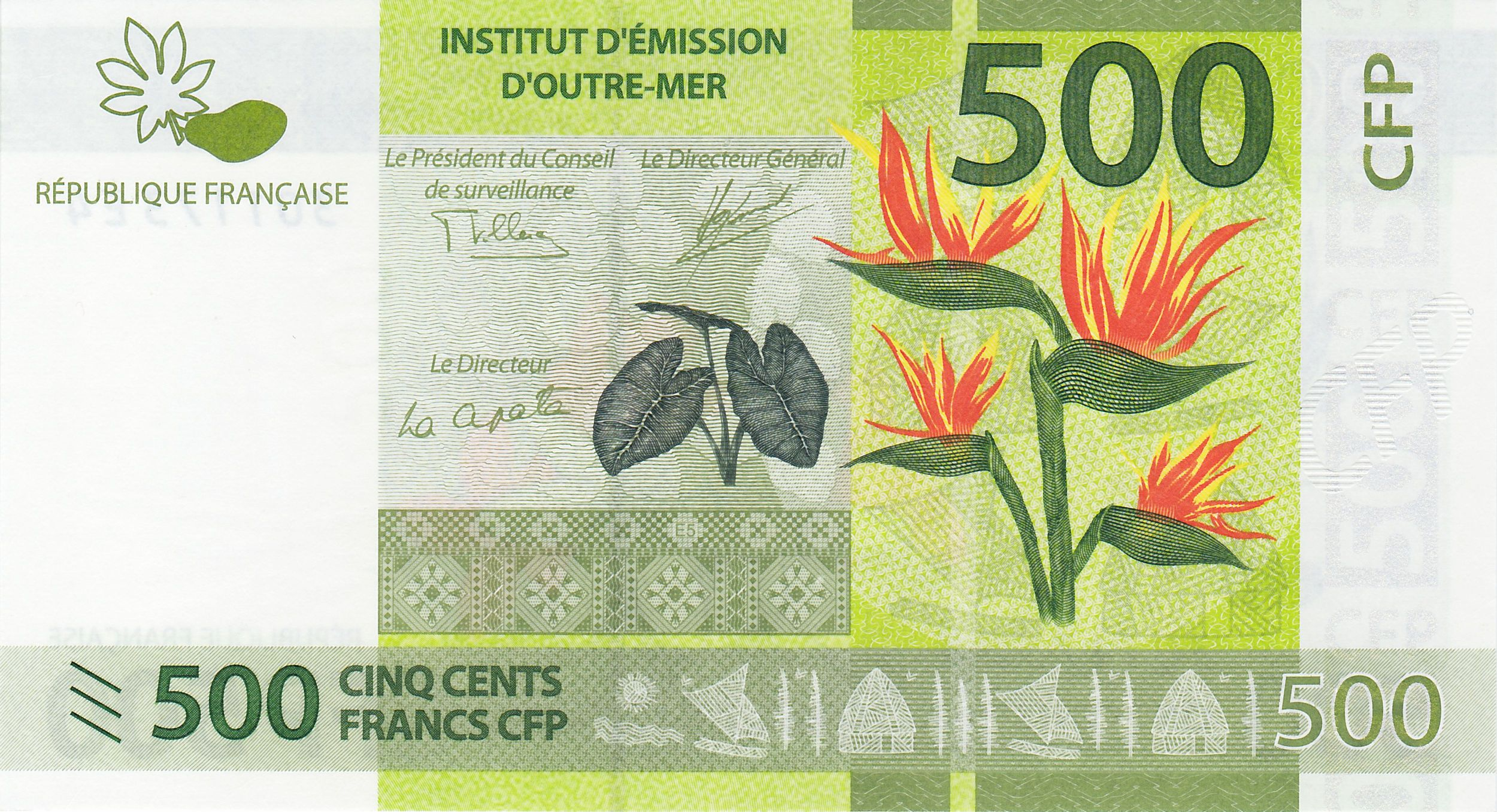
Face néo-calédonienne (recto) des billets de 500 F CFP
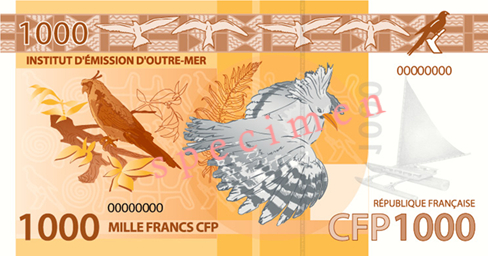
Face néo-calédonienne (verso) des billets de 1 000 F CFP
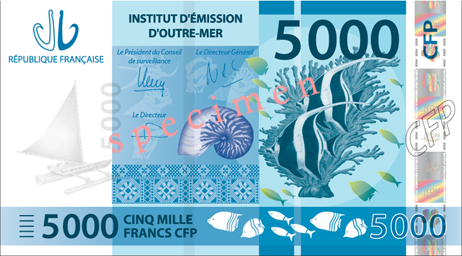
Face néo-calédonienne (recto) des billets de 5 000 F CFP
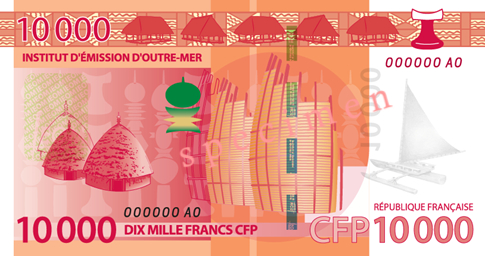
Face néo-calédonienne (verso) des billets de 10 000 F CFP

### Débat autour du drapeau

Drapeau de la France, défendu en règle générale par les opposants à l'indépendance

#### Drapeau soutenu par le FLNKS

Drapeau de la Kanaky, défendu historiquement par le FLNKS

Depuis le 1er décembre 1984, le FLNKS a adopté un drapeau dit de « Kanaky » (du nom du pays indépendant que le FLNKS veut créer). Drapeau de la lutte en faveur de la pleine souveraineté pendant les années 1980, il est toujours utilisé comme emblème par tous les partisans de l'indépendance : il flotte généralement aux côtés du drapeau français et du pavillon municipal dans les communes dont le maire est indépendantiste et est devenu un motif fréquent sur tissus et vêtements. Il est toutefois l'objet d'un relativement fort sentiment de rejet parmi les non-indépendantistes et plus particulièrement par ceux issus de communautés non mélanésiennes. Il est la proposition officielle du FLNKS pour devenir le drapeau du pays tel qu'il est prévu dans l'accord de Nouméa.

#### La proposition Frogier des deux drapeaux
L'idée de faire flotter les deux drapeaux sur tous les édifices publics néo-calédoniens est issue de la proposition rapportée en février 2010 par Pierre Frogier, député, président de la Province Sud et président du Rassemblement-UMP, qui prône plutôt le parti de l'autonomie et s'oppose à l'indépendance. Il émet pourtant la condition que les indépendantistes « doivent lever toute ambiguïté et nous l'apporter comme un signe identitaire, un symbole culturel, débarrassé des violences dont il est entaché » afin de « représenter cette part de la Nouvelle-Calédonie mélanésienne et océanienne indissociable de son identité européenne et française » et « ainsi, en additionnant nos deux légitimités, nous aurons fait un nouveau pas les uns vers les autres ».
Cette idée est dénoncée par le chef historique du camp loyaliste Jacques Lafleur qui déclare que « la Nouvelle-Calédonie a un drapeau, celui de la République française ». Le président du gouvernement local, Philippe Gomès, et son parti non-indépendantiste Calédonie ensemble rejettent également cette idée.
Du côté des indépendantistes, s'ils ne peuvent qu'approuver cette avancée, certains, par la voix du président de la Province Nord, Paul Néaoutyine, trouvent que la coexistence des deux drapeaux est depuis longtemps établie puisque dès 1988, les deux drapeaux flottaient côte-à-côte au stade de Poindimié en présence du Premier ministre de l'époque, Michel Rocard. 
Le 13 juillet 2010, le Congrès de la Nouvelle-Calédonie a émis le « vœu que soient arborés, ensemble, en Nouvelle-Calédonie, le drapeau dont la description est annexée et le drapeau national »,. N'ayant pas de force juridique contraignante, chaque collectivité est laissée libre de l'appliquer ou non. Le 17 juillet, le Premier ministre, François Fillon, en déplacement officiel sur l'île, hisse pour la première fois le drapeau Kanaky et le drapeau français ensemble sur le siège du Haut-commissariat de la République, en présence des autorités locales, dont le président du gouvernement, Philippe Gomès (qui s'était opposé à l'usage des deux drapeaux), celui de la Province sud et député, Pierre Frogier, celui du Congrès, Harold Martin, et celui du Sénat coutumier, Julien Boanemoi. Une circulaire émanant du Premier ministre est attendue pour savoir sur quels établissements les deux emblèmes doivent être présents conjointement ; celui-ci a néanmoins précisé qu'il s'agira de « donner des instructions concernant les édifices qui représentent l'État. S'agissant des collectivités locales, c'est à elles d'assumer leurs responsabilités. L'État n'imposera rien ».

#### Les propositions pour un nouveau drapeau commun

Drapeau du Comité territorial olympique, inspirant plusieurs propositions pour un drapeau commun

Emblème de la Nouvelle-Calédonie, inspirant plusieurs propositions pour un drapeau commun

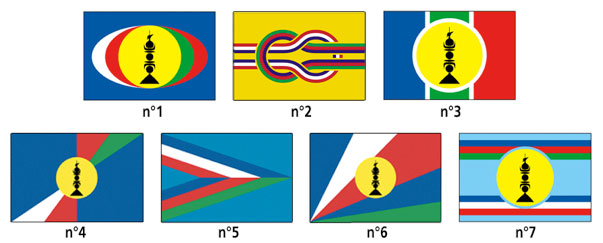
Les sept projets de drapeau élus sur le site Un drapeau pour la Nouvelle-Calédonie/Kanaky en 1999.

Drapeau commun issu du concours du collectif pour un drapeau commun

La proposition Frogier n'a donc pas fait l'unanimité. Ainsi, certains auraient souhaité la création d'un nouveau symbole unique pour l'ensemble de la collectivité locale, déchargé de toute connotation politique et auquel le peuple néo-calédonien aurait pu s'identifier, et non le drapeau issu du FLNKS qui est une fédération de plusieurs partis. De plus, beaucoup critiquent la démarche choisie pour choisir les signes, souhaitant que cette question soit soumise à un référendum ou une consultation directe des citoyens. Plusieurs propositions de drapeaux ont été avancées par différents vexillologues et groupements associatifs ou politiques, certains ayant organisé de manière privée et officieuse leurs propres concours. 
Dès novembre 1998, à la suite du référendum d'approbation de l'accord de Nouméa, un vexillologue, le graphiste et illustrateur Pierre Gay, a l'idée d'un concours ouvert à tous les internautes désireux de proposer un drapeau pour la Nouvelle-Calédonie. Un site nommé « Un drapeau pour la Nouvelle-Calédonie/Kanaky » est ainsi créé à cette fin et le site de l'« Atlas géographique mondial » de Pascal Gross en héberge un miroir. Un premier vote a lieu le 15 décembre 1998, et les 7 propositions préférées des internautes sont présentées sur ces sites. Devant le faible intérêt des institutions et la faible exposition de cette initiative auprès du grand public, un nouveau vote est organisé le 15 mars 1999. « Un drapeau pour la Nouvelle-Calédonie/Kanaky » présente alors 86 propositions de drapeaux. Parmi les 86 propositions, 7 emportent un nombre non négligeable de suffrages et sont présentés à part, avec le nombre de voix obtenues et le nom de leurs auteurs (Gvido Petersons, Pierre Gay, Emmanuel Sotter, Pascal Gross et Thanh-Tâm Lê). Sans retour des autorités du territoire qui semblent alors ne pas s'intéresser à la démarche, l'initiative en restera là, jusqu'au relais pris sur le territoire en 2004 par Jean-Raymond Postic. 
Sur cette base, le parti Calédonie mon pays, lié à l'association Génération destin commun, de l'accordiste (et futur membre du Comité de pilotage) Jean-Raymond Postic décide en février 2004 de lancer son propre processus de consultation en vue de définir un drapeau commun. Un dépliant présentant 80 propositions de drapeau, dont un bon nombre viennent du site de Pierre Gay, ajoutées à de nouvelles idées (y compris le drapeau Kanaky, ce qui n'était pas le cas dans la démarche de 1999), est édité à 25 000 exemplaires. Il demande à la population néo-calédonienne de se prononcer pour dégager trois choix préférés. Selon Calédonie mon pays, quelque 500 réponses ont été retournées en mai 2004, et les responsables du mouvement font alors connaître les sept drapeaux arrivés en tête des votes. Celui déjà arrivé en tête en 1999 (et qui devient donc à partir de là la proposition officielle de Calédonie mon pays) retrouve à nouveau la première place : il unit les couleurs du drapeau tricolore et de celui du FLNKS. Ce dernier obtient d'ailleurs la deuxième place. 
Dans le cadre du débat sur les deux drapeaux, Calédonie ensemble est le principal parti de l'échiquier politique néo-calédonien à s'opposer à la proposition de Pierre Frogier. Ils proposent donc leur propre projet de drapeau local inspiré de l'exemple sud-africain, par l'union des couleurs tricolores françaises et quadricolores de la Kanaky ajoutés à deux symboles censés représenter la double légitimité définie dans l'accord de Nouméa (la flèche faîtière, symbole identitaire traditionnel des Kanaks, et une goélette pour signifier les populations installées à partir du XIXe siècle).  
De même, un Collectif pour un drapeau commun est constitué en juillet 2010. De même, le site « www.drapeaunc.com » propose de réunir des projets de drapeau directement imaginés et proposés par les internautes. Ces deux initiatives se retrouve ensuite à travers l'organisation d'un concours à partir du 15 août 2010 via un site internet entièrement consacré à la question, « concours.drapeaunc.com ». 72 drapeaux sont portés aux choix des internautes (37 sont avancés par le Collectif, 35 par le site www.drapeaunc.com). Quatre tours de scrutin sont organisés : 
- le premier durant la semaine du 20 au 27 août, avec la possibilité pour les internautes de voter deux fois, pour affiner le choix à 8 drapeaux (il y a 555 votants)[50].
- le deuxième du 28 août au 4 septembre, avec toujours deux possibilités de vote pour chaque internaute et dans le but de sélectionner les quatre préférés (toujours selon le site, il y a 914 votants)[51].
- le troisième du 5 au 12 septembre, avec désormais uniquement un vote par internaute, l'issue étant déterminer les deux rassemblant le plus d'adhésion de leur part (il y a désormais 867 votants)[52].
- le quatrième et dernier du 13 au 20 septembre, les internautes, avec toujours une possibilité de vote chacun, doivent départager les deux drapeaux finalistes. Il y a 925 votants selon le site, et le drapeau qui l'emporte reprend les couleurs déjà arborées depuis plusieurs années par les délégations sportives et le Comité territorial olympique de Nouvelle-Calédonie (le rouge et le gris), avec au centre l'emblème local (nautile, pin colonnaire et flèche faîtière en ombres chinoises)[52].

Par la suite, un « nouveau cercle de réflexion politique », ou think tank, anti-indépendantiste et se voulant le « défenseur des valeurs républicaines » en Nouvelle-Calédonie, baptisé Fondation républicaine calédonienne, est créé en octobre 2010 et prend à son compte le drapeau élu par le concours en septembre 2010.

### Nom
Aucune réelle réflexion n'a pour l'instant été lancée sur la question du nom que doit prendre le pays. Traditionnellement, les indépendantistes, et tout particulièrement le FLNKS, militent pour prendre l'appellation de Kanaky, tandis que les anti-indépendantistes sont plutôt attachés au maintien du nom de Nouvelle-Calédonie. Certains « accordistes » ou partisans d'une solution plutôt consensuelle, comme Calédonie mon pays, parlent d'unir les deux termes selon l'exemple de la Papouasie-Nouvelle-Guinée : « Kanaky-Nouvelle-Calédonie ». Le même mouvement envisage également de rechercher un nom issu d'une langue kanak et dénué de toute connotation politique. Dans les années 1980, la Fédération pour une nouvelle société calédonienne (FNSC) du maire de Bourail Jean-Pierre Aïfa, qui voulait jouer à l'époque le rôle de centre entre droite loyaliste et gauche indépendantiste, avait déjà opté pour cette dernière solution. Adhérant au projet d'indépendance-association proposé par Edgard Pisani en 1985, il a ainsi milité à l'époque pour la création d'une république fédérale baptisée « Opao ».